# Land of Hypocrisy
Land of Hypocrisy (en árabe: أرض النفاق) es una película cómica egipcia de 1968 dirigida por Fatin Abdel Wahab. Está basada en la novela homónima de Yusuf Sibai.

## Elenco
- Fouad El Mohandes como Masoud Abu El Saad.
- Shwikar como Ilham.
- Samiha Ayoub como Susu.
- Hassan Mostafa como Uweiga Afandi.
- Abdelrahim El Zarakany